# オイラーの定理 (微分幾何学)
微分幾何学において、オイラーの定理（オイラーのていり）とは、曲面上の曲線の曲率について、極大・極小を与える主曲率とそれに伴う主方向の存在を規定する定理。1760年にレオンハルト・オイラーにより証明が与えられた。

## 定理
Mを三次元ユークリッド空間上の曲面、pをM上の点とするとき、pを通りMの法ベクトルを含む平面をpを通る法平面といい、pにおける各単位接ベクトルについて、M上の曲線を切り取る法平面が存在する。この曲線は、PXに含まれる曲線とみなしたときにある曲率κをもつが、すべてのκが等しくないと仮定したとき、κの極大値k1を与える単位接ベクトル X1及び極小値k2を与える単位接ベクトルX2が存在する。オイラーの定理は、X1とX2が直交し、さらに、ベクトルXをX1に対してθの角をなす任意のベクトルとしたとき、
{\displaystyle \kappa _{X}=k_{1}\cos ^{2}\theta +k_{2}\sin ^{2}\theta \,}
が成り立つことを主張するものである。
k1とk2は主曲率と呼ばれ、X1とX2はそれぞれに随伴する主方向と呼ばれる。

## 応用
地球楕円体面上の任意の点において、主方向は子午線方向及び卯酉線方向であり、両方向が直交していることは容易に確認できる。地理緯度 {\displaystyle \varphi } における子午線曲率半径を {\displaystyle M_{\varphi }}、卯酉線曲率半径を {\displaystyle N_{\varphi }} とするとき、極大曲率をもつ主方向（子午線方向）に対し任意方位角 {\displaystyle \alpha \,\!} をなす垂直截線の曲率半径 {\displaystyle R_{\varphi }^{\alpha }} は、回転楕円体の幾何学的考察からも導出可能ではあるが、オイラーの定理を用いることにより、
{\displaystyle R_{\varphi }^{\alpha }={\frac {M_{\varphi }N_{\varphi }}{N_{\varphi }\cos ^{2}\alpha +M_{\varphi }\sin ^{2}\alpha }}}
のように直ちに求めることができる。